# 興南物産 (熊本県)
興南物産株式会社（こうなんぶっさん）は、熊本県熊本市に本社のあった卸売業者。南九州コカ・コーラボトリングの100%出資子会社として設立され、清涼飲料、酒類、有機栽培食品などを扱う。

## 沿革
1983年には日本カナダドライと生産・販売契約を締結し、南九州4県でジンジャーエールの販売を開始した。翌1984年には一般向け飲料販売のさらなる強化のため、自社製品の缶コーヒーを「ボアビスタ」のブランド名で販売開始した。1998年には鹿児島産の有機栽培茶を使用した「有機栽培お茶」をペットボトルと缶入りで発売、ペットボトルによる有機栽培茶の販売は業界初の事例となった。
- 1973年9月12日 - 設立
- 2001年1月12日 - 株式会社興南物産を分社
- 2006年1月31日 - 解散
- 2008年2月29日 - 株式会社興南物産解散